# Chorizanthe robusta
Chorizanthe robusta Parry – gatunek rośliny z rodziny rdestowatych (Polygonaceae Juss.). Występuje naturalnie w południowo-zachodnich Stanach Zjednoczonych – w zachodniej Kalifornii. 

## Morfologia
PokrójRoślina jednoroczna dorastająca do 5–60 cm wysokości.
LiścieBlaszka liściowa liści odziomkowych ma odwrotnie lancetowaty kształt. Mierzy 15–50 mm długości oraz 2–7 mm szerokości. Ogonek liściowy jest owłosiony i osiąga 10–40 mm długości.
KwiatyZebrane w wierzchotki jednoramienne, rozwijają się na szczytach pędów. Okwiat ma obły kształt i barwę od białej do różowej, mierzy do 3–4 mm długości.
OwoceNiełupki o kulistym kształcie, osiągają 3–4 mm długości.

## Biologia i ekologia
Rośnie na murawach oraz terenach piaszczystych, na obszarach nizinnych. Kwitnie od kwietnia do września. 

## Zmienność
W obrębie tego gatunku wyróżniono jedną odmianę:
- Chorizanthe robusta var. hartwegii (Benth.) Reveal & Rand.Morgan